# Chauliodites niedzwiedzkii

Chauliodites niedzwiedzkii  (лат.) — ископаемый вид насекомых из семейства Chaulioditidae (отряд Grylloblattida). Триасовый период (Palegi clay pit, Samsonów Formation, Aegean/Bithynian, возраст находки 242—247 млн лет), Польша (51.0° N, 20.4° E).

## Описание
Длина переднего крыла — 8,0 мм.  Сестринские таксоны: Chauliodites circumornatus, Ch. geniatus, Ch. issadensis, Ch. sennikovi, Ch. eskovi,  Ch. afonini, Ch. ponomarenkoi. Вид был впервые описан в 2013 году российским палеоэнтомологом Д. С. Аристовым (Палеонтологический институт РАН, Москва) с соавторами по ископаемым отпечаткам.